# Marfanoïde hypermobiliteitssyndroom
Het marfanoïde hypermobiliteitssyndroom is een erfelijke bindweefselaandoening die kenmerken vertoont van zowel het syndroom van Marfan als van het syndroom van Ehlers-Danlos (EDS). Het is een genetisch distinctief syndroom. 

## Kenmerken
Het is een genetisch distinctief syndroom. De belangrijkste kenmerken van EDS zijn fragiliteit van de huid en bloedvaten en hypermobiliteit en elasticiteit van de huid en gewrichten.
Bij het syndroom van Marfan is er sprake van afwijkingen aan het skelet, het hart en de ogen: er is vaak sprake van een toegenomen lichaamslengte, lange armen en benen, arachnodactylie, hypermobiliteit en afwijkingen aan de inwendige organen. 
Het marfanoïde hypermobiliteitssyndroom wordt vastgesteld wanneer de symptomen van beide aandoeningen elkaar overlappen in een persoon, maar het is een zeldzame aandoening. Er zijn weinig gevallen beschreven in de medische literatuur.